# Neguac
Neguac (franska: Néguac) är en ort i Kanada.   Den ligger i provinsen New Brunswick, i den östra delen av landet, 800 km öster om huvudstaden Ottawa. Neguac ligger 2 meter över havet och antalet invånare är 1 678.
Terrängen runt Neguac är platt. Havet är nära Neguac åt sydost. Trakten är glest befolkad. Det finns inga andra samhällen i närheten.